# 崔楷
崔楷（477年—527年），字季则，博陵郡安平县（今河北省衡水市安平县）人，出自博陵崔氏的博陵第二房，北魏官员。

## 生平
崔楷风度优美有声望，性情刚强耿直，有当世的才干，以奉朝请为起家官，升任员外散骑侍郎、广平王元怀文学。正始年间，广平王国官属因为不称职，大多被定罪诛杀，只有崔楷和杨昱因为多次劝谏元怀而幸免。崔楷后任尚书左主客郎中、伏波将军、太子中舍人、左中郎将。因为依附高肇，为中尉元匡弹劾，灵太后特旨赦免。崔楷性格严肃刚烈，能打击豪强，所以当时的人说：“莫强横，付崔楷。”当时冀州和定州等州屡次遭受洪灾，崔楷上书疏通河流的好处，于是就依照他的建议施行。
很久之后，京兆王元继任大将军西征，引荐崔楷为司马。崔楷返回京城后转任后将军、广平郡太守。之后葛荣势力更加强盛，北魏各路将领抵抗，都战败失利。孝昌初年，朝廷加授崔楷持节、散骑常侍、光禄大夫、兼任尚书北道行台，不久改任军司。不久，分定州、相州四郡设置殷州，任命崔楷为刺史，加号后将军。崔楷到殷州后上表说：“私下思考殷州地势是四方冲要，处于容易被分割的地区，西通群山，东临原野。不久前国家康宁，四方治理有序，殷州仍然聚有奸恶之徒，警备的鼓声常常响起。况且今日上天助长丧乱，妖贼灾荒不断。定州的逆贼，在北部边界徘徊；邺城以南的凶党残余，蚕食心腹地区。两处的贼寇，势力足以合一，兵临城下的交战，不是晚上就在早晨。臣没有将帅之才，承担这守卫的任务，确实想竭尽全力，以弱胜强，哪怕身处于柴进粮绝的处境，也要固守忠节。但州址新建，诸多事务茫然无緖，升米的储备尺长的兵器，尚且没有，虽想竭尽忠诚，不知凭什么可以做到。谨开列所需军用物资，请求垂怜应许。一定能虎视一方，遏制叛贼的侵扰，肃清境内贼人，保全国家委托的土地。”诏令外廷商议，最终没有提供任何补给。
葛荣自击败章武王元融、广阳王元渊后，兵锋势不可挡。当初崔楷前往殷州赴任，旁人都劝他留下家人，单身赴任履行职务。崔楷说：“贪图他人的俸禄，就当担忧他人的事，如果一身独往，朝廷说我有进退的计划，将士们又有谁肯对这样的人产生信心呢？”崔楷于是率全家赴任。孝昌三年（527年）春，葛荣军队逼近殷州，有人劝说崔楷减少城中幼弱以避战乱，崔楷于是遣送第四女崔瑶娥、第三子崔士约在夜间出城，随即又召集部属共同商议，部属都说：“女郎是要出嫁的女儿，郎君年幼不能胜任作战，留之无益，离去有什么损失？况且使君在城中，家属还有很多，足以稳定将士的意志，私下认为不会造成疑虑。”崔楷说：“国家难道不知道城小兵力弱吗？置我于此地，是让我死啊！一旦送走儿女，将说我心志不坚定。亏损忠诚顾全私爱，奴婢都认为可耻，何况我肩负国家重任呢。”崔楷于是命令将儿女追回。殷州既是刚刚建立，全无抵抗防备的器具。等到葛荣军队来袭，崔楷尽力抵抗，强弱之势悬殊，崔楷经常统帅士兵抚慰鼓励他们，士兵无不振奋，都说：“崔公尚且不惜一家百口，我等为何爱自己一人。”激战半旬，死者枕靠在一起，力气耗尽后城市被攻陷。崔楷坚守节操不屈服，被贼寇杀害，虚岁五十一。崔楷长子崔士元被举荐为茂才，任平州录事参军、代理征虏将军、防城都督，随着崔楷到殷州，殷州沦陷时也战死了。崔楷刚死时，侄子崔巨伦仓促之间为他下葬，丧仪都不完备，等到崔巨伦逃回洛阳跟随北伐时，才将崔楷遗体偷运出来改葬，并将崔楷的家属偷偷带回。崔楷兄弟父子都为国捐躯，朝野人士为他们伤感叹息。朝廷赠予崔楷使持节、散骑常侍、镇军将军、定州刺史。永熙年间，又特地赠予侍中、都督冀定相三州诸军事、骠骑大将军、仪同三司、冀州刺史，谥号烈。

## 墓地
2006年，河北省曲阳县下河村南古墓被发现有人盗掘，挖了深2米的盗坑，曲阳县文物保管所闻讯后组织人员对该墓进行回填，并派人进行看护。2007年12月，经请示上级文物部门同意，曲阳县文物保管所对该墓进行抢救清理出土一批残陶俑和一方墓志盖，没有发现志石。崔楷墓是一座单室砖室墓，平面呈弧方形，墓室宽约6米见方，属于高等级墓葬，按照王爵级别建造的，规模仅次于帝王。北京大学考古文博学院倪润安教授考证崔楷墓应当建于562年至577年之间，为改葬墓，崔楷死后虽未追赠为王，使用的仍是北魏永熙年间赠官“仪同三司”，但实际上依王爵待遇安葬，与其女儿崔幼妃一家身为外戚有关。

## 家族

### 祖父母
- 崔经，北魏征虏将军、兖州刺史、襄城侯[18]
- 河间邢氏，北魏河间郡太守邢邃之女[18]

### 父母
- 崔辩，北魏武邑郡太守、平东将军、定州刺史、饶阳恭侯[18]
- 赵郡李氏，北魏定州刺史、平棘献子李祥之女[18]

### 兄弟姐妹
- 崔宾媛，嫁北魏南赵郡太守李叔胤[18]
- 崔逸，北魏廷尉卿领国子博士[18]
- 崔模，北魏署理征东将军、代理岐州刺史、槐里县伯[18]
- 崔兰宾，嫁北魏高阳王咨议参军范阳卢洪[18]
- 崔叔兰，嫁北魏尚书、车骑大将军、瀛洲刺史河间邢峦[18]
- 崔芷兰，嫁北魏武卫将军、给事黄门侍郎、赵郡内史李冯[18]

### 夫人
- 陇西李氏，北魏吏部尚书、荆凉兖并秦相雍冀定九州刺史、司空公李韶之女，生崔士元、崔谦、崔说、崔兖猗、崔徽华、崔幼妃、崔瑶娥、崔瑶□、崔瑶兰、崔凤华[17]

### 侍儿
- 张氏，生崔英、崔士慎、崔士恂[17]

### 妾
- 刘氏，生崔稚烦[17]

### 子女
- 崔士元，北魏平州录事参军，夫人范阳卢氏，幽州别驾卢允之女[17]
- 崔士谦，北魏平东将军、行台左丞，夫人陇西李氏，侍中、吏部尚书、冀州刺史李该之女[17]
- 崔士约，北魏开府谘议参军，夫人陇西李氏，秦州刺史李燮之女[17]
- 崔士慎，京畿府铠曹参军，夫人赵国李氏，彭城郡太守李儁兴之女[17]
- 崔士恂，早夭[17]
- 崔兖猗，嫁大司农卿河间邢逊，生六男五女[17]
- 崔徽华，嫁赵州长史赵国李文衡，生一女[17]
- 崔幼妃，博陵郡君，太姒，嫁丞相长史、司空公赵国李希宗，生五男五女[17]
- 崔瑶娥，嫁陇西李诞，生六女[17]
- 崔瑶□，嫁吏部尚书、平原王元子均，生一女[17]
- 崔瑶兰，嫁范阳卢子纲，早亡，无子[17]
- 崔凤华，博陵郡君，嫁怀幽二州刺史长安韦幼昂，生一女[17]
- 崔英，嫁光禄大夫赵国李道济[17]
- 崔稚烦[17]

### 孙子女
- 崔育王，崔士元之子，字励德，伏波将军、幽州兼别驾，夫人陇西李氏[17]
- 崔君治，崔谦之子，夫人陇西李氏，李玙孙女[17]
- 崔市妃，崔谦之女，嫁齐州刺史赵国李祖昇[17]

### 曾孙子女
- 崔拔咤，崔育王之子[17]
- 崔拔暗，崔育王之子，过继堂叔崔君治[17]
- 崔拔□，崔育王之子[17]
- 崔胜相，崔育王之女[17]
- 崔光相，崔育王之女[17]